# جایزه پولیتزر برای داستان
| جوایز پولیتزر |
| جوزف پولیتزر • Pulitzers by year |
| روزنامه‌نگاری: |
| - خدمات عمومی - گزارش‌های خبر فوری - گزارش‌های تحقیقاتی - Explanatory Reporting - گزارش‌های محلی - گزارش‌های ملی - گزارش‌های بین‌المللی - Feature Writing - تفسیر - نقد - Editorial Writing - Editorial Cartooning - عکاسی خبر فوری - Feature Photography |
| نامه ها، نمایش‌نامه، و موسیقی: |
| - زندگی‌نامه یا خودزندگی‌نامه - داستان - غیرداستان عمومی - تاریخ - شعر - نمایش‌نامه - موسیقی |
| Other prizes: |
| - Special Citations and Awards |

جایزه پولیتزر برای داستان (انگلیسی: Pulitzer Prize for Fiction) یکی از هفت جایزه پولیتزر آمریکایی است که هر سال برای داستان، نمایش‌نامه و موسیقی اعطا می‌گردد. این جایزه به داستانی اهدا می‌شود که یک نویسنده آمریکایی، ترجیحاً درخصوص زندگی آمریکایی، نوشته باشد و طی سال تقویمی پیش از آن به چاپ رسیده باشد.
فینالیست‌های این جایزه از سال ۱۹۸۰ تا کنون اعلام می‌شوند که معمولا سه نفر هستند.

## برندگان
در ۳۱ سال تحت عنوان «رمان»، ۲۷ مرتبه و در ۶۶ سال تا سال ۲۰۱۳ تحت عنوان «داستان» جایزه اعطا شده‌است. ۱۱ مرتبه نیز شامل سال اول (۱۹۱۷) جایزه اعطا نشده‌است. هرگز این جایزه تقسیم نشده‌است. سه نویسنده نیز هر کدام برنده دو جایزه در رده داستان شده‌اند: بوث تارکینگتن، ویلیام فاکنر، و جان آپدایک و کلسن وایتهد.

### دهه ۱۹۱۰
- ۱۹۱۶: جایزه داده نشد
- ۱۹۱۸: His Family نوشته ارنست پول
- ۱۹۱۹: خانواده اشرافی امبرسن نوشته بوث تارکینگتن

### دهه ۱۹۲۰
- ۱۹۲۰: جایزه داده نشد
- ۱۹۲۱: عصر بی‌گناهی نوشته ایدیت وارتون
- ۱۹۲۲: آلیس آدامز (رمان) نوشته بوث تارکینگتن
- ۱۹۲۳: یکی از ما نوشته ویلا کاتر
- ۱۹۲۴: The Able McLaughlins نوشته Margaret Wilson
- ۱۹۲۵: So Big نوشته ادنا فربر
- ۱۹۲۶: Arrowsmith نوشته سینکلر لوئیس (نپذیرفتن جایزه)
- ۱۹۲۷: خزان زودرس نوشته لوئیس برومفیلد (میلادی)
- ۱۹۲۸: پل سن لوئیس ری نوشته تورنتون وایلدر
- ۱۹۲۹: Scarlet Sister Mary نوشته جولیا پترکین

### دهه ۱۹۳۰
- ۱۹۳۰: Laughing Boy نوشته اولیور لافارگ
- ۱۹۳۱: Years of Grace نوشته مارگارت ایر بارنز
- ۱۹۳۲: خاک خوب نوشته پرل باک
- ۱۹۳۳: The Store نوشته تی اس استریبلینگ
- ۱۹۳۴: Lamb in His Bosom نوشته کارولین میلر
- ۱۹۳۵: Now in November نوشته ژوزفین وینسلو جانسون
- ۱۹۳۶: عسل در شاخ نوشته هارولد ال دیویس
- ۱۹۳۷: بربادرفته نوشته مارگارت میچل
- ۱۹۳۸: جورج آپلی فقید نوشته جان فیلیپس مارکوند
- ۱۹۳۹: یک ساله نوشته مارجوری کینان راولینگز

### دهه ۱۹۴۰
- ۱۹۴۰: خوشه‌های خشم نوشته جان استاینبک
- ۱۹۴۱: جایزه داده نشد[۲]
  - زنگ‌ها برای که به صدا در می‌آیند نوشته ارنست همینگوی
- ۱۹۴۲: In This Our Life نوشته الن گلاسکو
- ۱۹۴۳: دندان اژدها نوشته آپتن سینکلر
- ۱۹۴۴: Journey in the Dark نوشته مارتین فلاوین
- ۱۹۴۵: ناقوسی برای آدانو نوشته جان هرسی
- ۱۹۴۶: جایزه داده نشد
- ۱۹۴۷: همه مردان پادشاه نوشته رابرت پن وارن
- ۱۹۴۸: Tales of the South Pacific نوشته جیمز ای میچنر
- ۱۹۴۹: حافظ شرف نوشته جیمز گولد کوزنس

### دهه ۱۹۵۰
- ۱۹۵۰: مسیر غرب نوشته ای بی گوتری جونیور
- ۱۹۵۱: The Town نوشته کنراد ریختر
- ۱۹۵۲: طغیان قابیل نوشته هرمان ووک
- ۱۹۵۳: پیرمرد و دریا نوشته ارنست همینگوی
- ۱۹۵۴: جایزه داده نشد
- ۱۹۵۵: یک افسانه نوشته ویلیام فاکنر
- ۱۹۵۶: آندرسن ویل نوشته مک‌کینلی کانتر
- ۱۹۵۷: جایزه داده نشد[۳]
  - The Voice At The Back Door نوشته الیزابت اسپنسر
- ۱۹۵۸: مرگ در خانواده نوشته جیمز آگی (برنده پس از مرگ)
- ۱۹۵۹: سفرهای جیمی مک‌فیترز نوشته رابرت لوئیس تیلور

### دهه ۱۹۶۰
- ۱۹۶۰: نصیحت و رضایت نوشته آلن دریوری
- ۱۹۶۱: کشتن مرغ مقلد نوشته هارپر لی
- ۱۹۶۲: لبه غم نوشته ادوین اوکانر
- ۱۹۶۳: The Reivers نوشته ویلیام فاکنر (برنده پس از مرگ)
- ۱۹۶۴: جایزه داده نشد
- ۱۹۶۵: The Keepers of the House نوشته شرلی آن گرو
- ۱۹۶۶: مجموعه داستان‌های کاترین آن پورتر نوشته کاترین آن پورتر
- ۱۹۶۷: The Fixer نوشته برنارد مالامود
- ۱۹۶۸: اعترافات نات ترنر نوشته ویلیام استیرن
- ۱۹۶۹: House Made of Dawn نوشته ان اسکات مامدی

### دهه ۱۹۷۰
- ۱۹۷۰: مجموعه داستان‌های جین استافورد نوشته جین استافورد
- ۱۹۷۱: جایزه داده نشد[۴]
- ۱۹۷۲: Angle of Repose نوشته والاس استگنر
- ۱۹۷۳: The Optimist's Daughter نوشته یودورا ولتی
- ۱۹۷۴: جایزه داده نشد[۵]
  - Gravity's Rainbow نوشته Thomas Pynchon
- ۱۹۷۵: فرشتگان قاتل نوشته مایکل شارا
- ۱۹۷۶: هدیه هومبولت نوشته سال بلو
- ۱۹۷۷: جایزه داده نشد[۶]
  - رودخانه‌ای از میان آن می‌گذرد نوشته نورمن مک‌لین
  - Roots نوشته آلکس هیلی (جایزه پولیتزر ویژه)
- ۱۹۷۸: Elbow Room نوشته جیمز الن مک‌فرسون
- ۱۹۷۹: داستان‌های جان چیور نوشته جان چیور

### دهه ۱۹۸۰
از این سال به بعد، فینالیست‌های جایزه در هر سال نیز ذکر می‌شوند.
- ۱۹۸۰: ترانه دژخیم نوشته نورمن میلر
  - Birdy نوشته William Wharton
  - The Ghost Writer نوشته فیلیپ راث
- ۱۹۸۱: اتحادیه ابلهان نوشته جان کندی تول (برنده پس از مرگ)
  - Godric نوشته Frederick Buechner
  - So Long, See You Tomorrow نوشته William Maxwell
- ۱۹۸۲: خرگوش ثروتمند است نوشته جان آپدایک
  - A Flag for Sunrise نوشته Robert Stone
  - خانه‌داری نوشته مارلین رابینسون
- ۱۹۸۳: رنگ ارغوانی (رمان) نوشته آلیس واکر
  - Dinner at the Homesick Restaurant نوشته آن تیلر
  - Rabbis and Wives نوشته Chaim Grade
- ۱۹۸۴: Ironweed نوشته ویلیام کندی
  - Cathedral نوشته ریموند کارور
  - The Feud نوشته Thomas Berger
- ۱۹۸۵: Foreign Affairs نوشته آلیسون لیوری
  - I Wish This War Were Over نوشته Diana O'Hehir
  - Leaving the Land نوشته Douglas Unger
- ۱۹۸۶: Lonesome Dove نوشته لاری مک‌مورتی
  - The Accidental Tourist نوشته آن تیلر
  - Continental Drift نوشته راسل بنکس
- ۱۹۸۷: A Summons to Memphis نوشته پیتر تیلور
  - بهشت نوشته دونالد بارتلمی
  - Whites نوشته Norman Rush
- ۱۹۸۸: دلبند نوشته تونی موریسون
  - Persian Nights نوشته Diane Johnson
  - That Night نوشته آلیس مک‌درموت
- ۱۹۸۹: درس‌های تنفس نوشته آن تیلر
  - از کجا تلفن می‌کنم نوشته ریموند کارور

### دهه ۱۹۹۰
- 1990: The Mambo Kings Play Songs of Love نوشته اوسکار ایخولوس
  - بیلی باتگیت نوشته ای. ال. دکتروف
- 1991: Rabbit at Rest نوشته جان آپدایک
  - Mean Spirit نوشته Linda Hogan
  - The Things They Carried نوشته تیم اوبراین
- ۱۹۹۲: چهارصد هکتار (رمان) نوشته جین اسمایلی
  - Jernigan نوشته دیوید گیتس
  - Lila: An Inquiry into Morals نوشته رابرت پیرسیگ
  - Mao II نوشته دان دلیلو
- ۱۹۹۳: A Good Scent from a Strange Mountain نوشته رابرت اولن باتلر
  - At Weddings and Wakes نوشته آلیس مک‌درموت
  - آب سیاه نوشته جویس کارول اوتس
- ۱۹۹۴: گزارش‌های کشتیرانی نوشته آنی پرولکس
  - The Collected Stories of Reynolds Price نوشته Reynolds Price
  - Operation Shylock: A Confession نوشته فیلیپ راث
- ۱۹۹۵: The Stone Diaries نوشته کارول شیلدز
  - The Collected Stories of Grace Paley نوشته گریس پیلی
  - What I Lived For نوشته جویس کارول اوتس
- ۱۹۹۶: Independence Day نوشته ریچارد فورد
  - Mr. Ives' Christmas نوشته اوسکار ایخولوس
  - Sabbath's Theater نوشته فیلیپ راث
- ۱۹۹۷: مارتین درسلر: داستان یک رویاپرداز آمریکایی نوشته استیون میلهاوزر
  - The Manikin نوشته Joanna Scott
  - Unlocking the Air and Other Stories نوشته اورسولا لو گویین
- ۱۹۹۸: American Pastoral نوشته فیلیپ راث
  - Bear and His Daughter: Stories نوشته Robert Stone
  - Underworld نوشته دان دلیلو
- ۱۹۹۹: ساعت‌ها نوشته مایکل کانینگهام
  - Cloudsplitter نوشته راسل بنکس
  - The Poisonwood Bible نوشته باربارا کینگسالور

### دهه ۲۰۰۰
- ۲۰۰۰: مترجم دردها نوشته جومپا لاهیری
  - Close Range: Wyoming Stories نوشته آنی پرولکس
  - Waiting نوشته ها جین
- ۲۰۰۱: The Amazing Adventures of Kavalier & Clay نوشته مایکل شیبن
  - بلوند نوشته جویس کارول اوتس
  - The Quick and the Dead نوشته Joy Williams
- ۲۰۰۲: Empire Falls نوشته ریچارد روسو
  - The Corrections نوشته جاناتان فرانزن
  - John Henry Days نوشته کلسن وایتهد
- ۲۰۰۳: Middlesex نوشته Jeffrey Eugenides
  - Servants of the Map: Stories نوشته Andrea Barrett
  - You Are Not a Stranger Here نوشته Adam Haslett
- ۲۰۰۴: The Known World نوشته ادوارد پی. جونز
  - American Woman نوشته Susan Choi
  - Evidence of Things Unseen نوشته Marianne Wiggins
- ۲۰۰۵: Gilead نوشته مارلین رابینسون
  - An Unfinished Season نوشته Ward Just
  - War Trash نوشته ها جین
- ۲۰۰۶: March نوشته جرالدین بروکس
  - The Bright Forever نوشته Lee Martin
  - The March نوشته ای ال دکتروف
- ۲۰۰۷: جاده (رمان) نوشته چارلز مک‌کارتی
  - After This نوشته آلیس مک‌درموت
  - The Echo Maker نوشته Richard Powers
- ۲۰۰۸: زندگی مختصر و مفید اُسکار وائو نوشته جونو دیاز
  - Shakespeare's Kitchen نوشته Lore Segal
  - Tree of Smoke نوشته دنیس جانسون (نویسنده)
- ۲۰۰۹: الیو کیتریج نوشته الیزبت استرات
  - All Souls نوشته Christine Schutt
  - The Plague of Doves نوشته Louise Erdrich

### دهه ۲۰۱۰
- ۲۰۱۰: Tinkers نوشته پل هاردینگ
  - در اتاق‌های دیگر، شگفتی‌های دیگر نوشته دانیال معین الدین
  - Love in Infant Monkeys نوشته لیدیا میلت
- ۲۰۱۱: A Visit From the Goon Squad نوشته جنیفر اگان
  - The Privileges نوشته Jonathan Dee
  - The Surrendered نوشته Chang-Rae Lee
- ۲۰۱۲: جایزه داده نشد.
  - دنیس جانسون (نویسنده) نوشته دنیس جانسون (نویسنده)
  - Swamplandia! نوشته کارن راسل
  - The Pale King نوشته دیوید فاستر والاس (نامزدی پس از مرگ)
- ۲۰۱۳: The Orphan Master's Son نوشته آدام جانسون
  - What We Talk About When We Talk About Anne Frank نوشته Nathan Englander
  - The Snow Child نوشته Eowyn Ivey
- ۲۰۱۴: فنچ طلایی نوشته دونا تارت
  - The Son نوشته Philipp Meyer
  - The Woman Who Lost Her Soul نوشته Bob Shacochis
- ۲۰۱۵:تمام نورهایی که نمی‌توانیم ببینیم نوشته آنتونی دوئر
  - بگذار با تو رک باشم نوشته ریچارد فورد
  - گزارش زمین نوشته لیلا لعلمی
  - عاشقانه، تاریک، عمیق نوشته جویس کارول اوتس
- ۲۰۱۶: همدردی نوشته Viet Thanh Nguyen[۷]
  - دردسر نوشته کلی لینک
  - Maud's Line نوشته Margaret Verble
- ۲۰۱۷: رمان راه‌آهن زیرزمینی نوشته کلسن وایتهد[۷]
  - تصور کن من رفته‌ام نوشته آدام هاسلت
  - ورزش پادشاهان نوشته C. E. Morgan
- ۲۰۱۸: کمتر نوشته اندرو شان گریر[۷]
  - در فاصله نوشته هرنان دیاز
  - ابله نوشته الیف باتومان
- ۲۰۱۹: فراداستان نوشته ریچارد پاورز
  - The Great Believers نوشته ربکا ماکای
  - There There نوشته تامی آرنج
- ۲۰۲۰: The Nickel Boys نوشته کلسن وایتهد
  - The Dutch Houseنوشته آن پچت
  - The Topeka School نوشته بن لرنر
- ۲۰۲۱: The Night Watchman نوشته لوییز اردریک
  - A Registry of My Passage Upon the Earth نوشته دنیل میسن
  - تلفن نوشته پرسیوال اورت

## برندگان تکراری
چهار نفر پولیتزر داستان را دو مرتبه برنده شده‌اند یکی اسما برای رمان و دو دیگر برای داستان.
- بوث تارکینگتن، ۱۹۱۹، ۱۹۲۲
- ویلیام فاکنر، ۱۹۵۵، ۱۹۶۳ (پس از مرگ)
- جان آپدایک، ۱۹۸۲، ۱۹۹۱
- کلسن وایتهد، ۲۰۱۷ ، ۲۰۲۰

ارنست همینگوی توسط داوران ۱۹۴۱ و ۱۹۵۳ انتخاب شد، اما پیشین لغو شد و ۱۹۴۱ اعطا نشد.